# Pandanus sechellarum
Pandanus sechellarum là một loài thực vật thuộc họ Pandanaceae. Đây là loài đặc hữu của Seychelles.